# Maffle
Maffle (en picard Mafe) est une section de la ville belge d'Ath située en Wallonie picarde dans la province de Hainaut.
C'était une commune à part entière avant la fusion des communes de 1977.
Ses habitants sont surnommés les Mafflous.

## Géographie

### Localisation
Maffle se situe entre Ath et Lens.

### Hydrographie
- La Dendre, l'Hunelle, le canal Blaton-Ath, le rieu de Beaumont.

## Évolution démographique
- Sources : INS, Rem. : 1831 jusqu'en 1970 = recensements, 1976 = nombre d'habitants au 31 décembre.

## Histoire
Maffle est un village qui existe depuis de nombreux siècles. Il est composé d'une église (Église Sainte-Waudru), une école communale (depuis 1842), une école libre (Saint-Joseph), d'une série de commerces anciens et toujours nombreux et d'une salle de fêtes (anciennement: "la salle chez nous" fondée par Michel Coulon et d'un prêtre; aujourd'hui nommée "la salle providence").

## Patrimoine et culture

### Patrimoine architectural

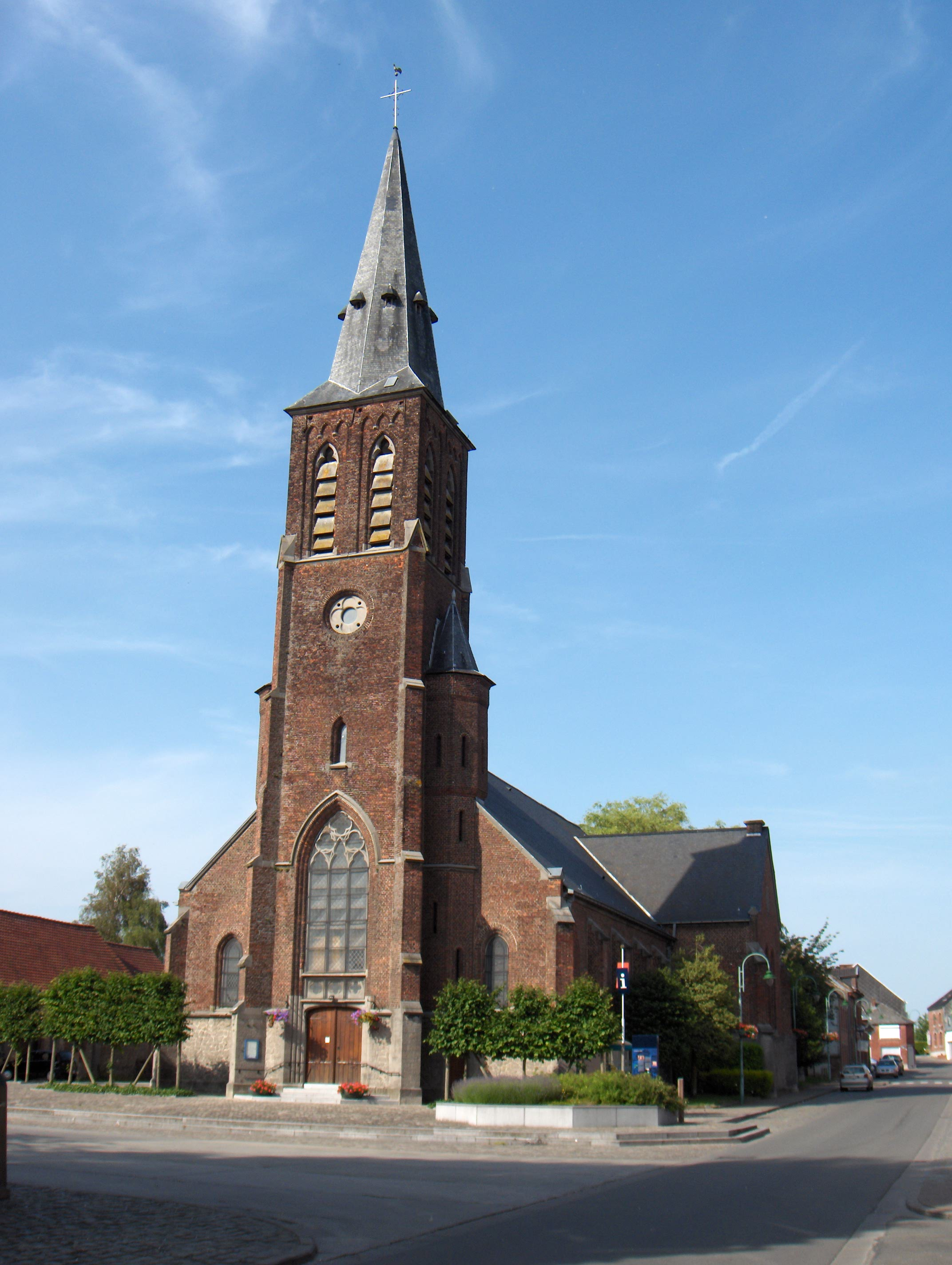
Église Sainte-Waudru
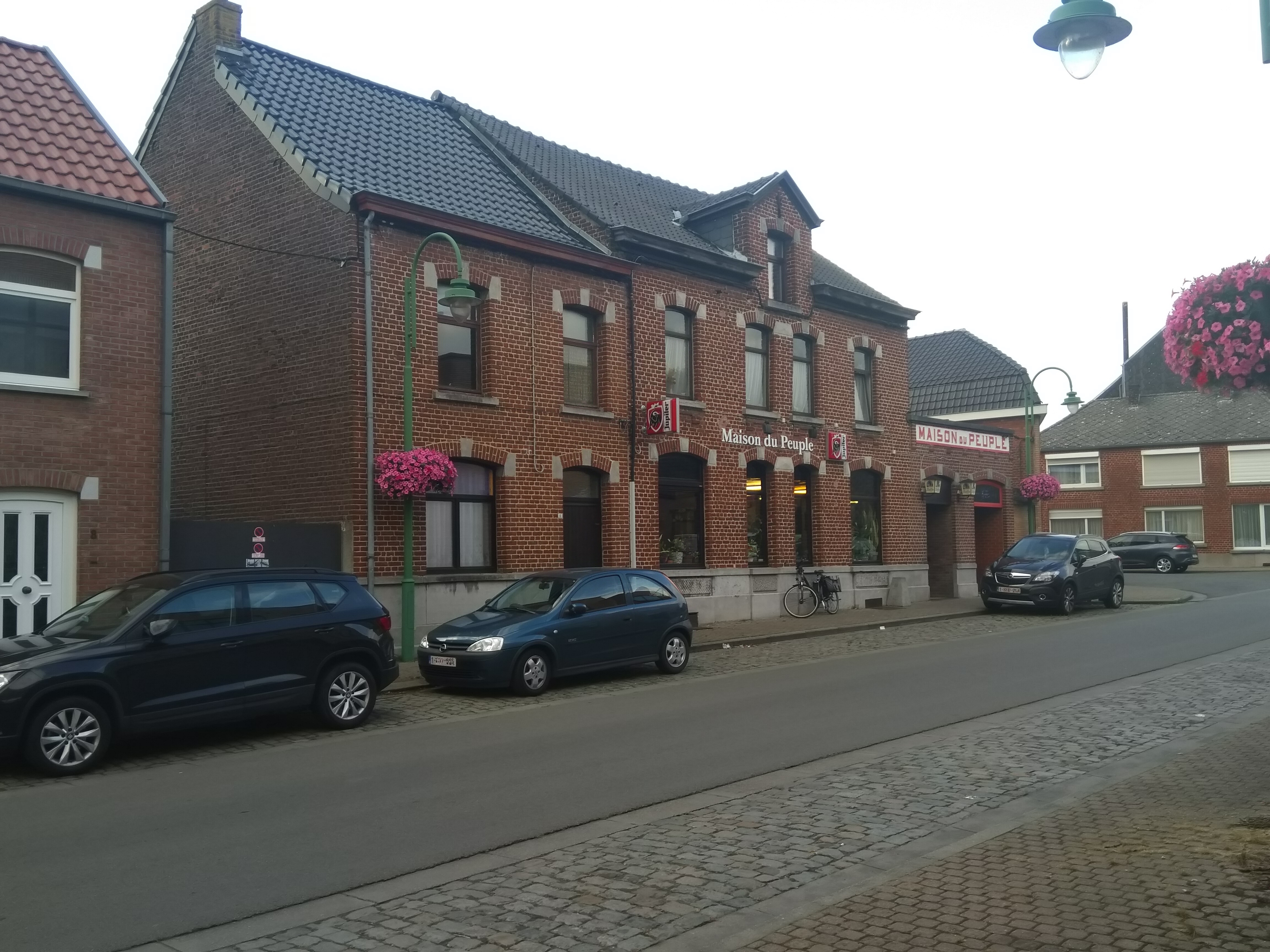
Maison du peuple
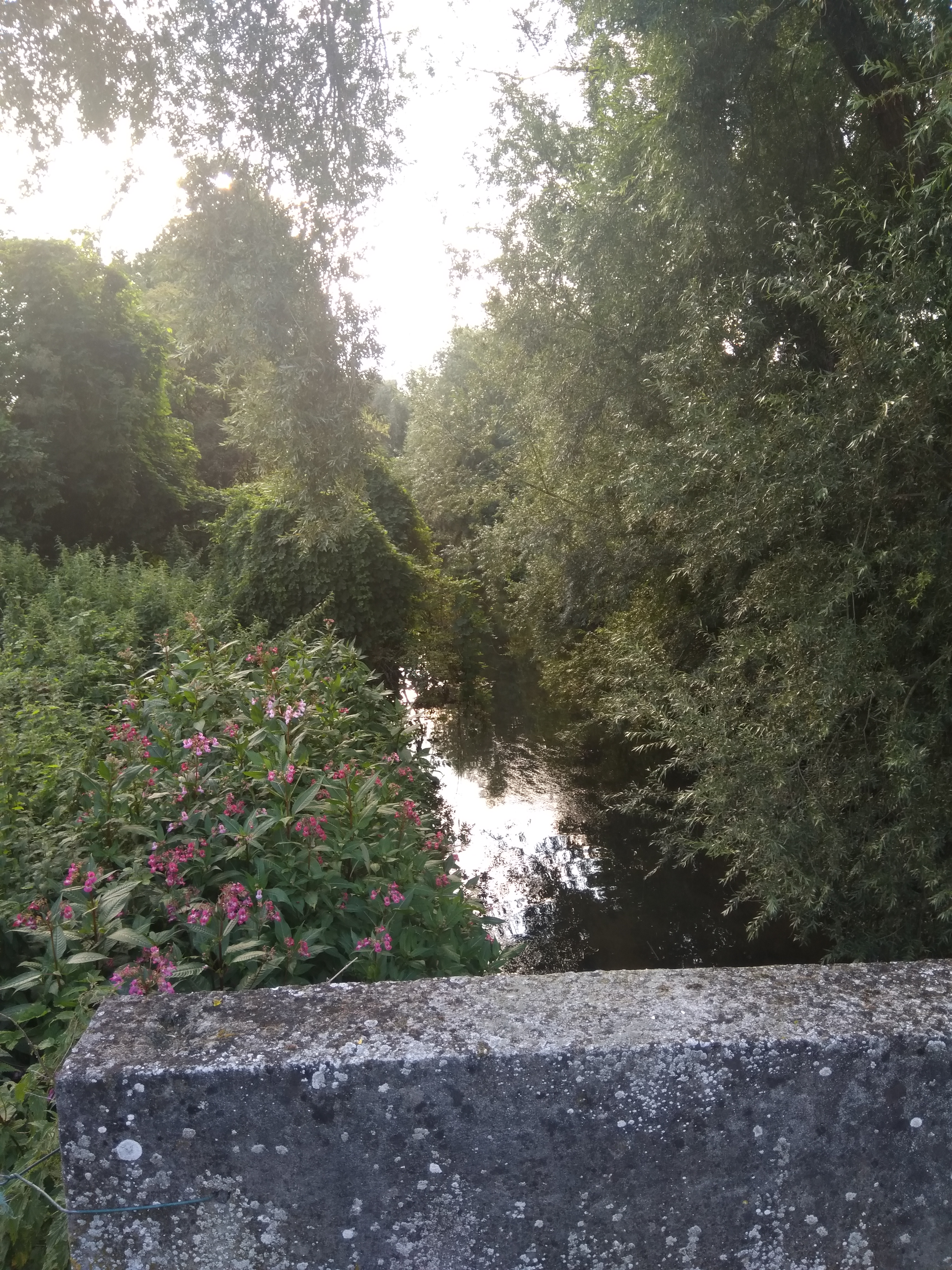
Dendre à Maffle
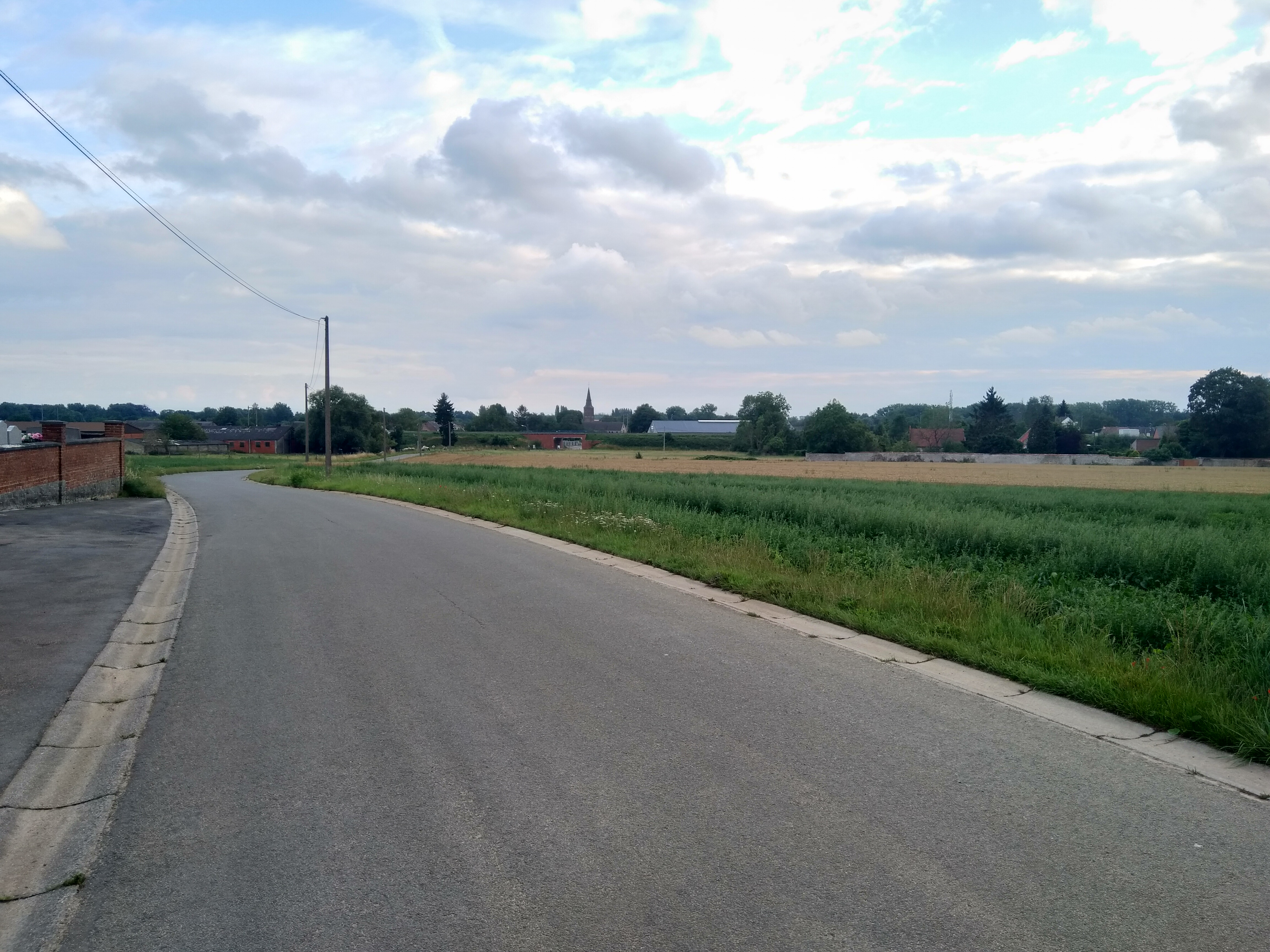
Maffle vu depuis le cimetière

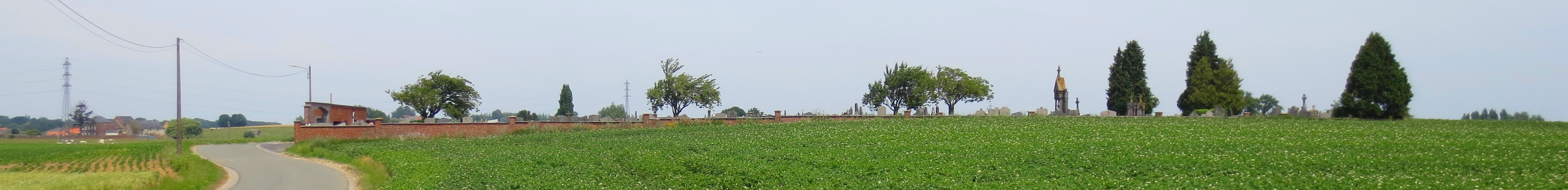
Cimetière.

### Culture et folklore
Au niveau du folklore, quelques manifestations locales sont organisées chaque année dans ce petit village, comme la Ducasse "du Grand Kmin" avec différents géants portés par différents groupes du village. Nommons par exemple le couple de géants le plus connu du village : Zante & Rinette construits en 1948 et leurs deux enfants Pélot et Pélette, fabriqués en 1949 et 1951.

## Économie

### La gare
Construite en 1848, la gare de Maffle fut détruite en 1979 pour faire place à un parking pour auto. Elle fut souvent fréquentée pour le transport de marchandises telles que la pierre ou autres matériaux.

### Les carrières
Elles se situent près de la gare, près de la scierie des pierres et près du Trafic. Elles se composent de 3 carrières nommées Rivière, Dendre et Congo dans lesquels on extrayait de la pierre nommée “petit granit”. Cette roche est constituée de débris de crinoïdes formant de petites taches blanches qui donnent un faux aspect de granit. À l'heure actuelle, elles ne sont plus en fonction et entièrement immergées. Elles sont devenues un site de grand intérêt biologique de Wallonie, lieu de promenades, de pêche (carrière Rivière) activités de plongée sous-marine (Carrières Dendre et Congo).

### Commerces
Par exemple: boucherie (1), librairies (1), épiceries (1), une maison du peuple, plusieurs restaurants et cafés, une scierie de pierre (marbre) et autre salle de sport. Maffle est également traversé par une rivière (la Dendre orientale) ainsi que par une voie de chemin de fer reliant Mons à Ath.

## Personnalités liées à la commune
- Henriette Moriamé (1881-1918), religieuse, résistante.